# Zink (tecnología)

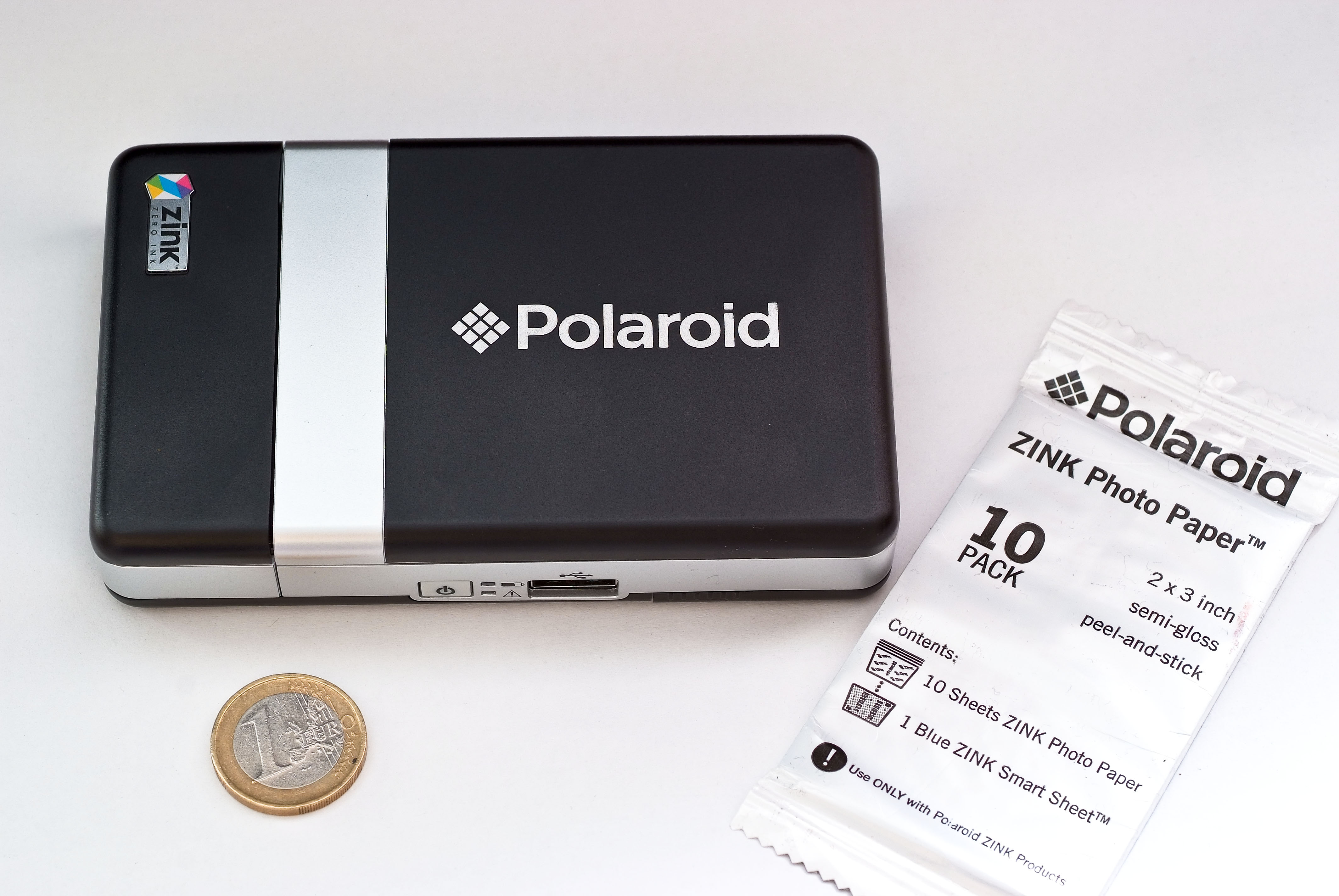
Polaroid Zink printer

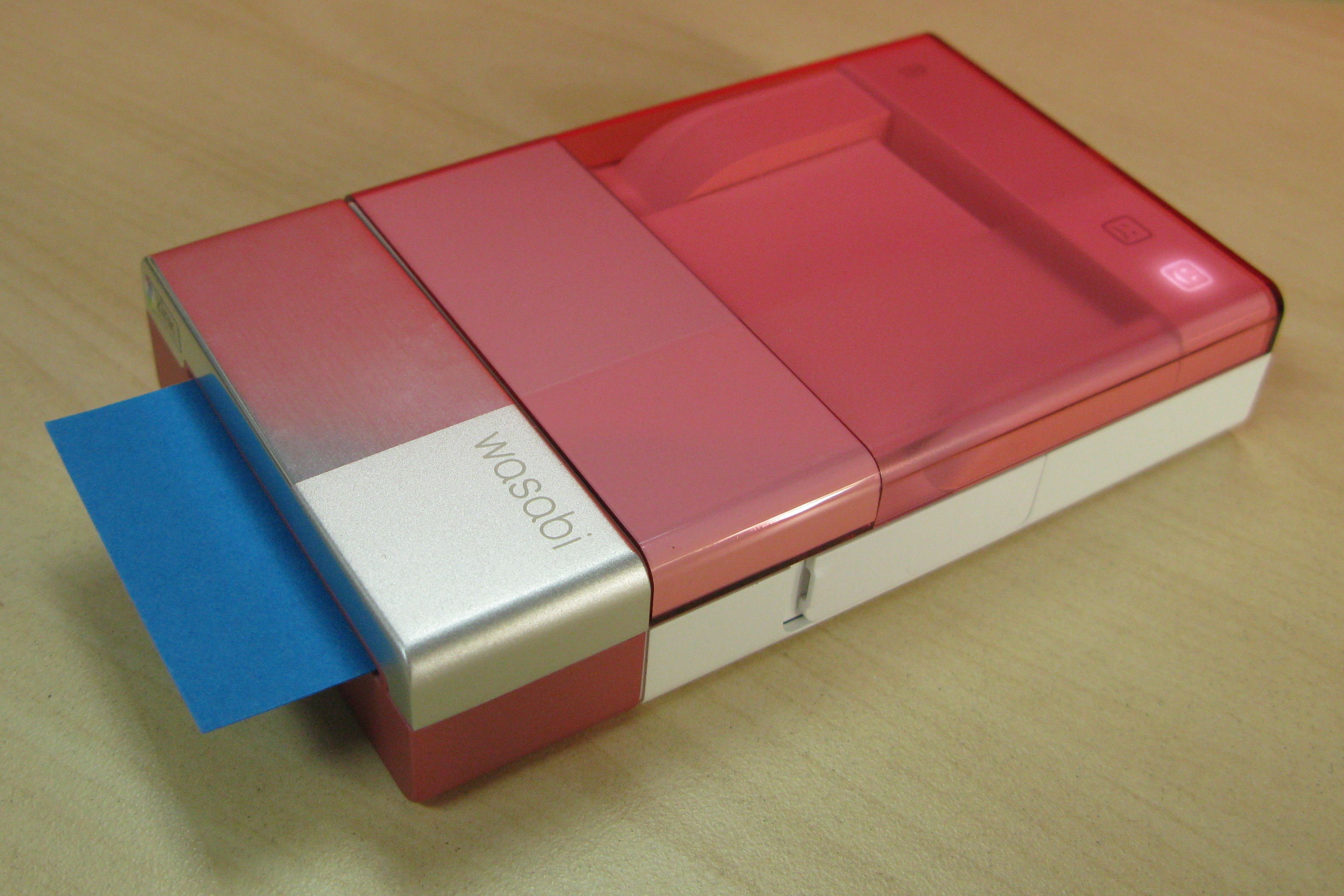
Dell Wasabi PZ310 Zink printer

Zink (estilizado como ZINK ), un acrónimo de "tinta cero", es una tecnología de impresión a todo color.  para dispositivos digitales que no requiere cartuchos de tinta e imprime en una sola pasada. La tecnología de impresión y su papel térmico fueron desarrollados por Zink Holdings LLC, una compañía de EE. UU., con oficinas en Edison, NJ y Billerica, MA y una fábrica en Whitsett, Carolina del Norte. Zink Holdings fabrica todo el papel consumible, comercializa una impresora para imprimir etiquetas y otros diseños en rollos de Zink zRoll; y otorga la licencia de su tecnología a otras compañías que fabrican impresoras compactas, así como impresoras compactas combinadas con cámaras digitales que imprimen fotografías en hojas de 2x3 " (aproximadamente 5 x 8 cm) de Zink Paper. Las principales empresas con licencia son: HP, Lifeprint, Prynt y Polaroid..
La tecnología Zink comenzó como un proyecto dentro de Polaroid Corporation en la década de 1990, en 2005 se convirtió en una compañía totalmente independiente: Zink Holdings LCC .

## Zink Holdings LLC
Zink Holdings LCC es una compañía de tecnología con sede en Billerica, Massachusetts (anteriormente Bedford, Massachusetts), fundada en 2005. Desarrolladora de las tecnologías bautizadas por ella como "ZINK Zero Ink technology" y "ZINK Paper". Los laboratorios de investigación y desarrollo y las oficinas centrales de Zink están en Billerica, con una planta de fabricación de papel en Whitsett, Carolina del Norte (utilizando personal e instalaciones previamente utilizados por Konica Minolta).
Zink comenzó como una de las dos nuevas tecnologías más importantes que se estaban desarrollando dentro de la empresa Polaroid Corporation en Cambridge, Massachusetts, en la década de 1990, con 100 investigadores trabajando en el proyecto. Polaroid Corporation convirtió a Zink en una empresa totalmente independiente en 2005, y 50 de sus empleados se mudaron a ella. Zink presentó por primera vez su tecnología en enero de 2007, en la conferencia DEMO 07 de IDG.
Zink Holdings es la única que fabrica su papel patentado, así como una impresora para imprimir etiquetas y otros diseños en rollos de Zink zRoll; aparte otorga la licencia de su tecnología a otras compañías que fabrican impresoras fotográficas compactas y una combinación de impresora fotográfica compacta y cámara.

## Tecnología
El papel tiene varias capas: una capa de soporte con adhesivo sensible a la presión opcional, capas sensibles al calor con pigmentos cian, magenta y amarillo en forma incolora, y una capa de recubrimiento protector. La generación de los colores se logra mediante unos impulsos de calor, controlando la duración y la intensidad de los mismos.
Las capas formadoras de color contienen cristales incoloros de pigmentos amorfocrómicos. Estos colorantes forman microcristales de tautómeros, incoloros, que se convierten en la forma coloreada al fundirse y retienen el color después de la resolidificación.
Direccionamiento de las capas de color: La capa amarilla es la más superior, sensible a los impulsos de calor cortos de alta temperatura. La capa magenta está en el medio, sensible a impulsos más largos de temperatura moderada. La capa cian está en la parte inferior, sensible a los impulsos largos de temperatura más baja. Las capas están separadas por capas intermedias finas, que actúan como aislamiento del calor, moderando el rendimiento calórico.

## Impresoras del papel Zink
Las impresoras de Paper Zink imprimen fotografías en hojas de papel Zink de 2x3 "(unos 5x8 cm), aunque algunas pueden imprimir papel de 3x4" (alrededor de 8x10 cm)..
- Dell Wasabi (PZ310)[16][17][18][19]
- HP Sprocket[20]
- LG Pocket Photo (PD233)[21]
- Lifeprint[22]
- Polaroid Grey Label GL10 (PLDGL10PRINTR) – imprime fotos de 3x4" (8x10 cm) . Discontinuada.[23]
- Polaroid PoGo
  - CZA-10011B
  - CZU-10011B
  - CZA-20011B
- Polaroid Zip Instant Photoprinter (POLMP01)[24]
- Prynt Case (o Prynt Classic)[25][26]
- Prynt Pocket[27]
- Mi Portable Photo Printer
- Canon Ivy[28]

## Cámaras digitales combinadas con impresoras Zink
- Polaroid PoGo[n 2] (CZA-05300) – una cámara digital de 5 MP que produce impresiones de 2 x 3 "[29]
- Polaroid PIC-1000 – una cámara digital de 12 MP que produce impresiones de 3 x 4 "[30][31]
- Polaroid Z340 – una cámara digital de 14 MP que produce impresiones de 3 x 4 "[32][33]
- Polaroid Z2300 Digital Instant Print Camera (POLZ2300) – una cámara digital de 10 MP que produce impresiones de 2 x 3 "[34]
- Tomy Xiao (TIP-521) – una cámara digital de 5 MP que produce impresiones de 2 x 3 "[35][36][37][38]
- Polaroid Socialmatic - una cámara digital de 14 MP con pantalla LCD de 4.5 ", produce impresiones de 2x3" [39]
- Polaroid Snap Instant Digital Camera (POLSP01) – una cámara digital de 10 MP que produce impresiones de 2 x 3 "[40]
- Polaroid Snap Plus - una cámara digital de 13MP con pantalla LCD de 3.5 ", que produce impresiones de 2x3".[41]
- Polaroid Pop (anunciada en CES 2017) - formato 3x4 "[42]

## Impresoras Zink zRoll
Nombre comercial ZINK hAppy. Comercializada como "smart app printer". Lanzada en 2013.
- Zink Happy de Zink Imaging[44][45]
- Zink Happy+ de Zink Imaging[45]

## Formatos de papel
Papel Zink
- Papel fotográfico Zink (POLZPPxxx) - hojas de 2 x 3 "(aproximadamente 5 x 8 cm)
- Papel fotográfico Zink (POLZ3X4xx) - hojas de 3 x 4 "(aproximadamente 8 x 10 cm)
- Papel fotográfico premium Zink (POLZ2X3xx) - hojas de 2 x 3 "
- Papel fotográfico premium Rainbow Zink (POLZ2X3xxRB) - hojas de 2 x 3 "

- Zink zRoll - Disponible en una variedad de anchos

La 'x' en el modelo representa el número de hojas de papel en el paquete.